# غييرمو ليون فالنسيا
غييرمو ليون فالنسيا (بالإسبانية: Guillermo León Valencia)‏ ـ (27 أبريل 1909 ـ 4 نوفمبر 1971) هو دبلوماسي، وسياسي، ومحام كولومبي، كان الرئيس الحادي والعشرين لكولومبيا في الفترة من 7 أغسطس 1962 إلى 7 أغسطس 1966، كما كان سفيرًا لكولومبيا لدى إسبانيا بين عامي 1950 و1953، وشغل منصب وزير الخارجية لفترة وجيزة امتدت من 25 مايو إلى 13 يونيو 1953، إبان الرئاسة المؤقتة للرئيس روبيرتو أوردانيتا أربيلايثا.

## روابط خارجية
- غييرمو ليون فالنسيا على موقع مونزينجر (الألمانية)